# CpD-Konto
CpD-Konten (Abkürzung von „Conto pro Diverse“; oder Zwischenkonten, Interimskonten) sind in der Buchführung und im Rechnungswesen Hilfskonten, die lediglich der kurzfristigen Verrechnung dienen und deren Buchungen spätestens bis zum Bilanzstichtag auf Bestands- oder Erfolgskonten zu übertragen sind. 
Das CpD-Konto (lateinisch Conto pro diverse, deutsch „Konto für verschiedene Zwecke“) berücksichtigt als Sammelkonto Forderungen und Verbindlichkeiten oder Aufwand und Ertrag, die bei der Kontierung einem Bestands- oder Erfolgskonto nicht sofort eindeutig zuzuordnen sind. Oft handelt es sich um Geschäftsvorfälle mit Gelegenheitskundschaft ohne feste Geschäftsbeziehung (keine eigenes Debitoren- oder Kreditoren-Konto) oder um Zahlungen, bei dem der Zahlungspflichtige oder Zahlungsempfänger zunächst ungeklärt oder zweifelhaft ist.

## Kreditinstitute
Bei Kreditinstituten werden unklare Geschäftsvorfälle vorläufig auf CpDs verbucht. Beim Konto pro Diverse handelt es sich um ein im Kontokorrentform geführtes Sammelkonto, das dazu dient, Geschäftsvorgänge für Personen, die bei der Bank kein entsprechendes eigenes Konto unterhalten, buchungsmäßig unterzubringen.
Dies betrifft vor allem Zahlungseingänge im Inlandszahlungsverkehr oder vor allem im internationalen Zahlungsverkehr, deren Empfänger nicht eindeutig bestimmt ist. Es dient dazu, Zahlungseingänge aufzunehmen, die keinem bestimmten Kundenkonto zugeordnet werden können. Dem zitierten Urteil zufolge ist dem Zahlungsempfänger eine Zahlung noch nicht zugeflossen, wenn sie auf einem Konto pro Diverse verbucht worden ist. Ein Zahlungsempfänger, der bei der Empfängerbank kein entsprechendes Konto unterhält, erwirbt allein mit der Buchung auf dem Konto pro Diverse noch keinen Anspruch gegen die Bank.
Gibt der Überweisende falsche Bankverbindungsdaten an (z. B. eine nicht existierende Kontonummer), so kann der Eingang nicht dem Empfängerkonto gutgeschrieben werden. In den Zahlungsverkehrsabteilungen der Banken werden diese Beträge daher zunächst auf CpD gebucht, und es wird versucht, den Empfänger zu ermitteln.
Üblicherweise werden Beträge nach einer Woche an den Absender zurücküberwiesen, wenn sich der Zahlungsempfänger nicht ermitteln lässt.

## CpD und Geldwäsche
Kreditinstitute und ein Teil der Nichtbanken sind aufgrund des Geldwäschegesetzes (GwG) verpflichtet, die Herkunft von Geldern zu kontrollieren. Als Verpflichtete haben sie gemäß § 6 Abs. 1 GwG angemessene geschäfts- und kundenbezogene interne Sicherungsmaßnahmen zu schaffen, um die Risiken von Geldwäsche und von Terrorismusfinanzierung in Form von Grundsätzen, Verfahren und Kontrollen zu steuern und zu mindern. Deshalb darf ein CpD weder als Verrechnungskonto für Wertpapiergeschäfte noch als Eingangskonto für Zahlungen verwendet werden, damit Geldwäsche und Steuerhinterziehung verhindert werden können. Nach § 10 Abs. 1 GwG ist die Identifizierung des Vertragspartners und gegebenenfalls der für ihn auftretenden Person zwingend erforderlich. Aus diesem Grund muss ein Wertpapierdepot stets mit einem Girokonto verknüpft sein, auch um den Kapitalertrag richtig zuordnen zu können.